# Ampliación potencial de la Unión Europea
La ampliación potencial de la Unión Europea (UE) refiere a las diferentes negociaciones —en proceso o hipotéticas— que eventualmente pueden conducir a la adhesión de nuevos Estados miembros dentro de esta organización internacional. Ello teniendo en cuenta que las Comunidades Europeas, fundadas en los años 50 del siglo XX, contaban originalmente con seis Estados fundadores, por lo que, además de la ampliación de contenidos de los antiguos tratados constitutivos de dichas Comunidades, la UE es el también el resultado de las sucesivas ampliaciones con la adhesión de nuevos Estados miembros. Por eso, ha crecido hasta los 28 miembros —cifra que se ha reducido a 27 tras el Brexit—, y varios estados más han solicitado su adhesión o se espera que lo hagan en los próximos años.
Hay nueve países candidatos oficiales para formar parte de la UE, los cuales son Albania, Bosnia y Herzegovina, Georgia, Macedonia del Norte,  Moldavia, Montenegro, Serbia, Turquía y Ucrania. Por su parte, Kosovo es un candidato potencial aunque se encuentra bajo administración interina de la ONU. Esto supone que todos los países creados tras la disolución de Yugoslavia tienen posibilidades de adherirse a la UE, siempre que sus economías prosperen y se solucionen sus conflictos étnicos. Además de esto, para Kosovo la diferente actitud de los Estados miembros respecto a su declaración de independencia dificulta su eventual entrada en la Unión.
Puede formar parte de la Unión cualquier país europeo que cumpla los criterios de Copenhague que establecen la obligatoriedad de que el Estado posea un gobierno democrático y una economía mixta de libre mercado, además de reconocer los derechos y libertades de los ciudadanos, entre otros requisitos. Ahora bien, la bandera de la Unión Europea (círculo de doce estrellas amarillas sobre fondo azul) fue adoptada por la entonces Comunidad Económica Europea en 1985, y su número de estrellas ha sido y será invariablemente doce, es decir, no tiene relación con el número de Estados de la Unión.

## Antecedentes
La historia de la membresía de la Unión Europea refiere a los procesos de adhesiones y retiradas de los diferentes Estados miembros de dicha organización, así como a la evolución de las condiciones necesarias para ambos procesos, ello teniendo en cuenta que la Unión es una entidad geopolítica —que cubre una gran parte del continente europeo— basada en numerosos tratados. Así, a lo largo de la historia la Unión ha vivido siete procesos de ampliación —ocho si se cuenta la reunificación alemana— y la salida del Reino Unido que se concretó en 2020.
Sus orígenes se remontan al periodo posterior a la Segunda Guerra Mundial, en particular la fundación en 1951 de la Comunidad Europea del Carbón y del Acero en París, tras la "declaración Schuman", y a los Tratados de Roma, el constitutivo de la Comunidad Económica Europea y el de la Comunidad Europea. En 1973, se incorporaron el Reino Unido (incluyendo Gibraltar), Irlanda y Dinamarca (incluida Groenlandia y excluidas las Islas Feroe). El proceso de ampliación continuo en 1981 cuando se incorporó Grecia, pero en 1985 se retiró Groenlandia (como consecuencia del referéndum de 1982). Sin embargo, en 1986 se incorporaron España y Portugal.
Comienza a usarse formalmente, en 1993, el término Unión Europea. Antes de esto, en 1990, la unión de la República Federal Alemana y la República Democrática Alemana (RDA) en una nueva RFA unificada constituyó una ampliación de la Unión sin que aumentara el número de Estados miembros. En 1995 se incorporaron Austria, Finlandia y Suecia. Pero la ampliación más grande se dio el 1 de mayo de 2004 cuando se incorporaron República Checa, Chipre, Eslovaquia, Eslovenia, Estonia, Hungría, Letonia, Lituania, Malta y Polonia. Ya en 2007 se incorporaron además Rumanía y Bulgaria.

## Candidatos oficiales
Los nueve países actualmente candidatos oficiales a formar parte de la UE son Turquía (desde 2004), Macedonia del Norte (desde 2005), Montenegro (desde 2010), Serbia (desde 2012), Albania (desde 2014), además de Bosnia y Herzegovina, Ucrania y Moldavia (desde 2022). En diciembre de 2023 Georgia se convirtió en el noveno candidato oficial.

### Candidatos en proceso de negociación
La Estrategia para los Balcanes Occidentales (también conocida como "Una perspectiva de ampliación creíble y un mayor compromiso de la Unión Europea con los Balcanes Occidentales") es una política seguida por la Unión Europea con sus socios y candidatos a la adhesión en la región occidental de la Península Balcánica. Anunciada por el presidente de la Comisión Europea, Jean-Claude Juncker, en su discurso sobre el estado de la Unión de 2017, esta política reúne los objetivos de la estrategia global para la Política Común de Seguridad y Defensa de la Unión Europea (PCSD) y la política de ampliación específica para los Estados de esta región.
El subgrupo regional de los Balcanes Occidentales está compuesto por cinco de los nueve estados candidatos (Albania, Bosnia y Herzegovina, Macedonia del Norte, Montenegro y Serbia) y Kosovo, que solo tiene el estatus de candidato potencial. Cada uno de estos estados ha firmado un Acuerdo de estabilización y asociación con la UE para facilitar su aproximación a las normas de la UE (criterios de Copenhague y eventual acervo comunitario).
Por los efectos derivados de la guerra ruso-ucraniana, los Balcanes Occidentales han adquirido mayor importancia geopolítica. Así, desde 2022 ha habido un replanteamiento de la relación bilateral y las instituciones europeas ha manifestado un interés por estabilizar la región y evitar conflictos que obliguen a desviar el foco de su respuesta a la invasión rusa de Ucrania. En consecuencia, la percepción de Rusia como un agresor ha ejercido de catalizador para reestructurar la política de ampliación de la UE. Este impulso ha implicado un cambio de paradigma respecto al rumbo tomado en 2014 cuando la Comisión Europea oficializó la parálisis de los procesos de adhesión en un momento de creciente contestación del relato europeo que fue conocido como la «fatiga europea». No obstante, la asertividad de la Comisión ha cambiado desde el final del mandato de Juncker y, sobre todo, a partir del mandato de Ursula von der Leyen.
Sin embargo, varios gobiernos de la UE —incluyendo el Eje Alemania-Francia— han considerado que la entrada de nuevos socios hace necesaria una reforma de la UE, y han expresado su preocupación, no solo sobre cómo proceder para garantizar la adhesión de nuevos Estados miembros sin que las instituciones pierdan eficacia, sino también por los insuficientes avances en las reformas de los candidatos. Y es que durante una década estas candidaturas —en diferentes fases de proceso— estuvieron marcadas por el inmovilismo y los vetos de los gobiernos de los Estados miembros, lo que incrementó el escepticismo en torno a una ampliación hacia la región.
Antes de finalizar el proceso de ampliación existen aspectos decisivos que tratar como la repartición del poder político derivado del aumento demográfico de la UE, cómo redistribuir los fondos de cohesión o cómo lograr consensos y unidad de acción cuando los Estados miembros superen la treintena, habida cuenta de los problemas existentes para alcanzar la unanimidad, sobre todo en materias como la fiscalidad o la PCSD. El sistema de mayoría cualificada en la Unión Europea que rige las votaciones en el Consejo de ministros requiere los votos del 55 % de los Estados miembros que representen a una mayoría del 65 % de la población de la Unión.

#### Albania
Albania fue el primero de los países candidatos potenciales oficialmente reconocidos para comenzar las negociaciones del Acuerdo de Estabilización y Asociación en 2003. Esto fue acordado satisfactoriamente y firmado el 12 de junio de 2006, completando el primer paso principal hacia la completa afiliación de Albania a la UE. El 5 de diciembre de 2008, sólo Grecia ha ratificado este acuerdo hasta ahora.
La admisión de Albania en la Unión Europea depende principalmente de la economía del país y la estabilidad política. Siguiendo los pasos de los admitidos países del Este de Europa, Albania ha incrementado e intensificado sus relaciones con instituciones de la UE y la OTAN, y ha mantenido su posición como factor de estabilidad y un aliado de los Estados Unidos y Europa Occidental en la conflictiva región de los Balcanes. Debido a sus esfuerzos, Albania fue invitada a unirse a la OTAN el 3 de abril de 2008. 

#### Macedonia del Norte
La adhesión de Macedonia del Norte a la Unión Europea ha estado en la agenda para la futura ampliación de la UE desde 2005, cuando se convirtió en candidato a la adhesión. La República de Macedonia presentó su solicitud de ingreso en 2004, trece años después de su independencia de Yugoslavia.
El uso del nombre de país "Macedonia" fue objeto de una disputa con la vecina Grecia entre 1991 y 2019, lo que resultó en un veto griego contra las conversaciones de adhesión a la UE y la OTAN, que duraron de 2008 a 2019. Después de que se resolvió el problema, la UE dio su aprobación formal para iniciar conversaciones de adhesión con Macedonia del Norte y Albania en marzo de 2020.
Sin embargo, en noviembre de 2020, Bulgaria bloqueó efectivamente el inicio oficial de las Negociaciones de Adhesión a la UE de Macedonia del Norte por lo que percibe como un progreso lento en la implementación del Tratado de Amistad de 2017 entre los dos países, el discurso de odio tolerado o apoyado por el estado y reclamos minoritarios hacia Bulgaria.

#### Montenegro
Montenegro, aún como parte de Serbia y Montenegro, ya comenzó el proceso de adhesión a la Unión Europea en noviembre de 2005, cuando comenzaron las negociaciones sobre un proceso de estabilización y asociación. En mayo de 2006, Montenegro votó por su independencia en el referéndum montenegrino de 2006, con el cual se separó de Serbia. Serbia continuó con las negociaciones existentes hasta entonces, mientras que el nuevo estado comenzó nuevas negociaciones por separado en septiembre de 2006. El acuerdo comenzó el 15 de marzo de 2007 y fue oficialmente ratificado el 15 de octubre del mismo año. A fecha de junio de 2024 lleva abiertos 31 de los 35 capítulos.
Oficialmente, Montenegro pidió el acceso a la UE el 15 de diciembre de 2008. El 23 de abril de 2009, el Consejo invitó a la Comisión Europea a emitir su opinión sobre la solicitud. Montenegro sería entonces sometida a una serie de preguntas en un cuestionario. La opinión de la Comisión sería después transmitida al consejo durante el curso de 2010.
El 17 de diciembre de 2010 Montenegro recibió el estatus de país candidato a la adhesión, información que hizo entonces pública el presidente del Consejo Herman Van Rompuy.

#### Moldavia
Las relaciones entre Moldavia y la Unión Europea se iniciaron como tales en 1992, mientras que las primeras relaciones contractuales se establecieron con un Acuerdo de Asociación y Cooperación (AAC), rubricado el 26 de julio de 1994 y firmado el 28 de noviembre del mismo año.
Actualmente, Moldavia aspira a unirse a la Unión Europea y está implementando su primer Plan de Acción de tres años al interior del marco de la Política de Vecindad de la Unión Europea. La Unión Europea está desarrollando una relación cada vez más cercana con Moldavia, que va más allá de la cooperación hacia una gradual integración económica y profundización de la cooperación política.

#### Serbia
La adhesión de Serbia a la Unión Europea depende de importantes factores. Mientras que tanto el Gobierno de Serbia como la Unión Europea están de acuerdo con la posibilidad de que este país pase a formar parte de la Unión, el proceso necesita una reforma interna de Serbia ya que el país enfrenta dos problemas fundamentales para avanzar hacia la integración en la Unión. El primero es el rechazo de Serbia a imponer las sanciones de la UE a Rusia para cumplir con la exigencia de que «un país candidato debe coordinar su política exterior con la de la Unión». El segundo es el estatus de Kosovo y la presión de la UE para la normalización de las relaciones entre Serbia y el gobierno de Kosovo para el mutuo reconocimiento.

#### Ucrania
La adhesión de Ucrania a la Unión Europea ha estado en la agenda para la futura ampliación de la Unión Europea (UE) desde el 28 de febrero de 2022, cuando el gobierno ucraniano formalizó su candidatura poco después de ser invadido por Rusia. El presidente de Ucrania, Volodímir Zelenski, solicitó la admisión inmediata bajo un «nuevo procedimiento especial», y los presidentes de ocho estados de la UE pidieron un proceso de adhesión acelerado. La presidenta de la Comisión Europea, Ursula von der Leyen, declaró que apoya la adhesión de Ucrania, pero que el proceso llevaría tiempo. El 1 de marzo de 2022, el Parlamento Europeo apoyó que Ucrania se convirtiera en candidata oficial a miembro, y el 10 de marzo de 2022 el Consejo de la Unión Europea solicitó a la Comisión Europea su opinión sobre la solicitud. El 8 de abril de 2022, Ursula von der Leyen presentó a Zelenski un cuestionario legislativo, al que Ucrania respondió el 17 de abril de 2022.
El 17 de junio de 2022, la Comisión Europea recomendó que el Consejo Europeo otorgara a Ucrania el estatus de candidato a la adhesión. El 23 de junio siguiente, el Parlamento Europeo votó a favor  y el Consejo Europeo concedió el estatus el mismo día.

### Candidatos con las negociaciones congeladas

#### Turquía
En octubre de 2005 se iniciaron las negociaciones bilaterales para la adhesión plena de Turquía en el bloque europeo y desde entonces la cuestión ha estado en la agenda para la ampliación potencial de la Unión. No obstante, ya en 1999 se le había concedido al país el estatus de candidato oficial a la adhesión sobre la base del Acuerdo de Ankara de 1963.
A partir de 2003, el gobierno de Recep Tayyip Erdoğan impulsó múltiples reformas encaminadas especialmente a colocar el Estado turco en sintonía con los parámetros que le impone la UE, para acoger a Turquía como un Estado de pleno derecho dentro de la Unión. Dentro de las reformas destaca la abolición de la pena de muerte y el paulatino progreso en el respeto de los derechos de la población kurda en el este del país. Estas reformas entre varias otras sirvieron para que la Comisión Europea aconsejara al Consejo de la Unión Europea iniciar el proceso de negociaciones para el ingreso de Turquía a la UE.
La posible membresía ha sido objeto de debate político desde la fundación de la Comunidad Económica Europea (CEE). La adhesión del país sigue siendo controvertida: aunque todos los Estados miembros de la Unión Europea (UE) han aprobado las etapas anteriores del proceso de adhesión, una parte importante de los ciudadanos turcos y de la Unión lo rechazan. Un problema importante en las negociaciones es el no reconocimiento por parte de Turquía del territorio completo de la República de Chipre, miembro de la UE y por tanto también territorio de la UE.
En noviembre de 2015, la Comisión Europea publicó un informe anual crítico. Un año después, el Parlamento Europeo votó a favor de «congelar» las negociaciones de adhesión. A pesar de que la recomendación no es vinculante para la Comisión, desde 2016 las negociaciones se han paralizado. La UE ha acusado y criticado a Turquía por las violaciones de los derechos humanos y los déficits en el estado de derecho, por lo que funcionarios de la UE han expresado que varias políticas turcas violan los criterios de Copenhague para ser miembro de la UE. Ello pese a que un acuerdo sobre los refugiados entre Turquía y la Unión impulsó brevemente las negociaciones en 2016 después del estancamiento anterior.

### Candidatos a la espera de iniciar negociaciones

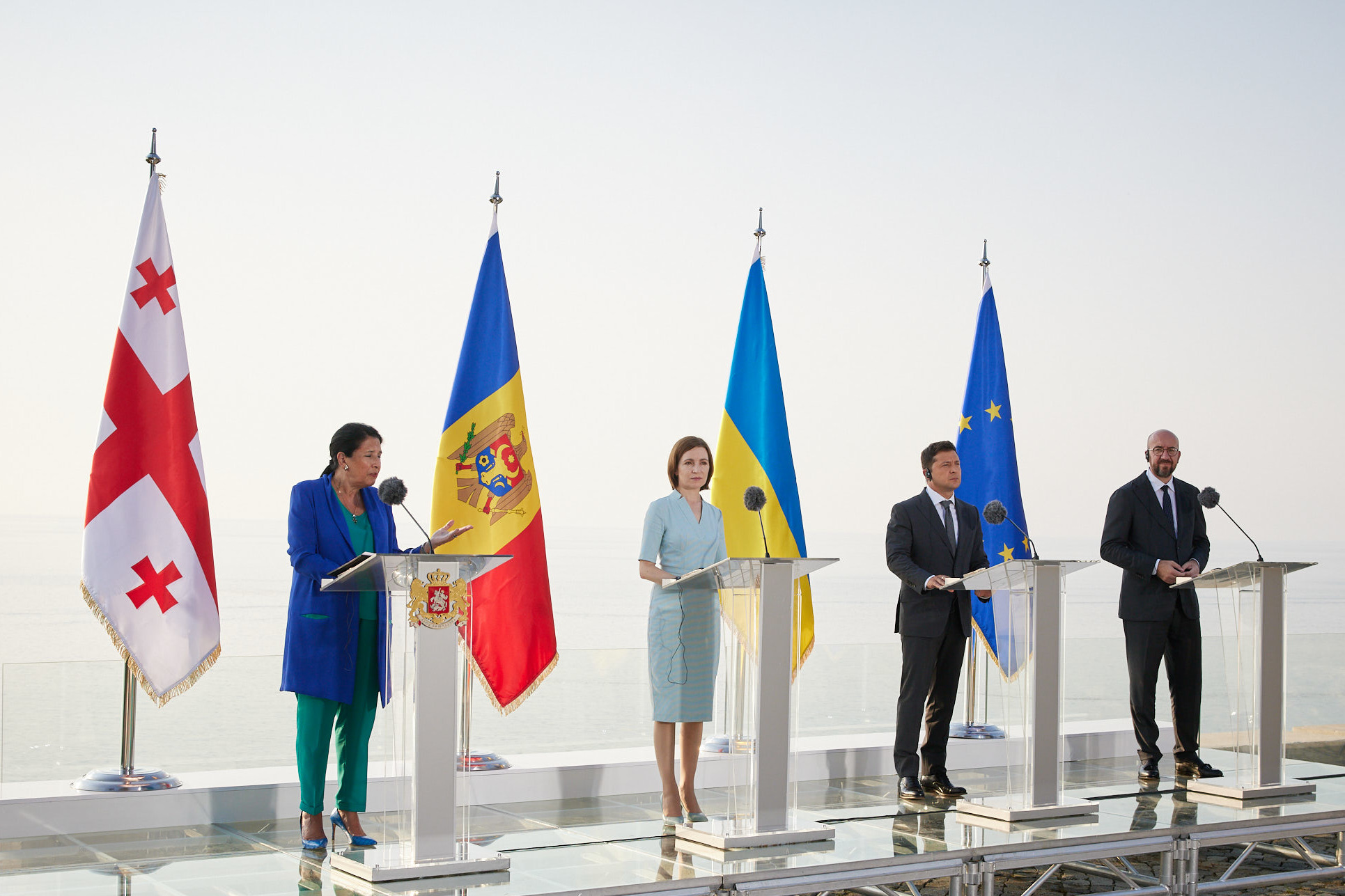
La presidenta de Georgia, Salomé Zurabishvili, la presidenta de Moldavia, Maia Sandu, el presidente de Ucrania, Volodymyr Zelenskiy, y el presidente del Consejo Europeo, Charles Michel, durante la Conferencia Internacional de Batumi de 2021. En 2014, la UE firmó Acuerdos de Asociación con los tres estados.

#### Bosnia y Herzegovina
La adhesión de Bosnia y Herzegovina a la Unión Europea es el objetivo declarado de las relaciones actuales entre las dos entidades. El gobierno bosnioherzegovino ha venido realizando acciones en dicho sentido, incluida la cooperación con el Tribunal de crímenes de guerra de La Haya.
Bosnia y Herzegovina, que ha estado bajo supervisión internacional. El Alto Representante para Bosnia y Herzegovina es un administrador internacional que tiene amplios poderes sobre este país para garantizar que el acuerdo de paz se respeta. Este Alto Representante es nombrado por la Unión Europea, a quien representa, y tiene capacidad para imponer leyes y destituir a los funcionarios electos y a los funcionarios públicos; es decir, la Unión tiene un mayor control directo sobre Bosnia y Herzegovina que de sus propios Estados miembros: en esta situación, a la que se une la gran ambición de este país por pertenecer a la Unión Europea, Bosnia y Herzegovina se ha convertido en un protectorado de facto de la UE. De hecho, la bandera de este estado fue inspirada por la bandera europea.

#### Georgia

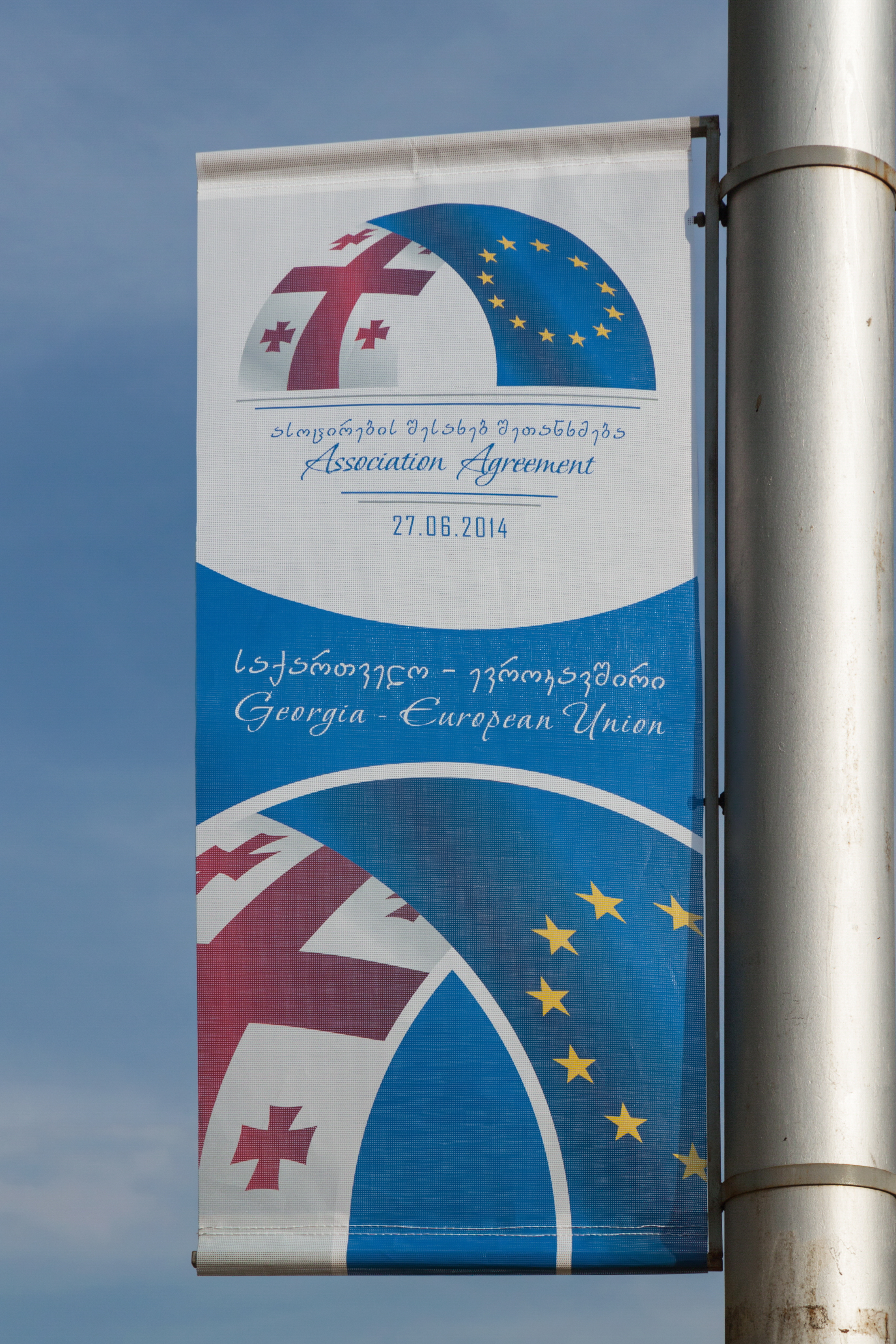
Afiche del Acuerdo de Asociación entre Georgia y la Unión Europea. Tiflis, Georgia.

La adhesión de Georgia a la Unión Europea ha estado en la agenda para la futura ampliación de la Unión Europea (UE) desde marzo de 2022, cuando el gobierno georgiano formalizó su candidatura y la UE reconoció al país como candidato potencial. 
El 8 de noviembre de 2023, la Comisión Europea recomendó que el Consejo Europeo otorgara a Georgia el estatus de candidato a la adhesión. El 14 de diciembre siguiente, el Parlamento Europeo votó a favor y el Consejo Europeo concedió el estatus el mismo día.

## Candidatos potenciales

### Kosovo
El acceso de Kosovo a la Unión Europea afronta múltiples obstáculos en el desarrollo de las negociaciones bilaterales. El principal es el hecho de que varios Estados miembros de la Unión Europea, que tendrían que ratificar su eventual acceso a la organización, no lo reconocen como estado. Así en 2024 solo 22 de los 27 miembros de la Unión reconocían a Kosovo como un estado independiente. Sin embargo, Kosovo es considerado oficialmente como un «candidato potencial» a entrar en la Unión, y se le atribuye una «perspectiva europea» por parte del Consejo de la Unión Europea.
Según se confirmó en la cumbre de Tesalónica de junio de 2003, Kosovo esta firmemente ligado al marco del proceso de estabilización y asociación, la política de la UE que se aplica a los Balcanes que está diseñada para preparar candidaturas potenciales al ingreso en la UE. Consecuentemente las Instituciones Provisionales de autogobierno de Kosovo adoptaron en 2006 un Plan de Acción para la puesta en práctica la membresía europea. 
Kosovo se encuentra bajo una fuerte influencia de la Unión Europea, sobre todo tras la transferencia de autoridad de las Naciones Unidas a la Unión. En teoría Kosovo es supervisado por una misión especial de la Unión Europea para la justicia, el entrenamiento personal de la policía y la ayuda a la reconstrucción de las instituciones del Estado. Sin embargo, la misión le hace disfrutar a la UE de ciertos poderes ejecutivos sobre el Estado y tiene la responsabilidad de mantener la estabilidad y el orden, por lo que de la misma manera que Bosnia y Herzegovina, a Kosovo se le ha denominado también como un protectorado de la Unión Europea.

## Antiguos candidatos
El Tratado de Maastricht establece que cualquier país europeo que esté comprometido con la democracia puede solicitar ser miembro de la Unión Europea. Además de los estados europeos, otros países también se han especulado o propuesto como futuros miembros de la UE.

### Estados miembros de la AELC

La Unión Europea (azul)
y los países miembros de la EFTA (verde).

Islandia, Liechtenstein, Noruega y Suiza son miembros de una zona de libre comercio, la Asociación Europea de Libre Comercio (AELC/EFTA) desarrollada paralelamente a la Unión Europea. La mayoría de los miembros anteriores de la AELC se unieron a la UE y los países restantes, excepto Suiza, formaron el Espacio Económico Europeo con la UE. Ninguno tiene aspiraciones actuales de ingresar en la UE, aunque todos (excepto Liechtenstein) han solicitado la membresía, aunque luego la hayan paralizado o cancelado. Los miembros de la AELC participan, gracias al Espacio Económico Europeo, en el Mercado Único Europeo (a excepción de Suiza) así como en el espacio Schengen, lo que los hace estrechamente alineados con la UE y sus políticas.

#### Islandia
Islandia es un candidato potencial a ser un nuevo Estado de la Unión Europea. La relación entre Islandia y la Unión Europea está definida a través del espacio Schengen y del Espacio Económico Europeo (EEE), que permiten el acceso de los países de la Asociación Europea de Libre Comercio al mercado interior de la UE. En mayo de 2011 Islandia inició formalmente los trámites necesarios para su adhesión a la Unión. Con lo que el Consejo Europeo, celebrado en Bruselas el 17 de junio de 2013, acordó la apertura de las negociaciones con Islandia para su adhesión a la UE. 
No obstante, el 1 de enero de 2015, el nuevo gobierno surgido de las elecciones del 25 de abril de 2014, decide retirar la candidatura de adhesión a la Unión Europea, aunque la confirmación oficial se comunicó en marzo de 2015.  En diciembre de 2024, con un nuevo gobierno, se convoca un referéndum de adhesión para 2027, con lo que las negociaciones podrían volver a retomarse.
Actualmente la situación oficial se mantiene tras la citada decisión del anterior gobierno. Sin embargo el panorama político ha sufrido cambios sustanciales a raíz de los comicios legislativos del 29 de octubre de 2016 en que el Ejecutivo tripartito (IP, RP y BF) resultante se ha mostrado incipiente a abrir un debate en el que les gustaría abrir el proceso de adhesión para finales de la legislatura (2020).

#### Liechtenstein
Liechtenstein es, como Noruega e Islandia, miembro del Espacio Económico Europeo y, por lo tanto, ya está muy integrado con la UE. Sin embargo, actualmente Liechtenstein no busca unirse a la UE.

#### Noruega
En 1963, Noruega y el Reino Unido solicitaron su entrada en la Comunidad Económica Europea (CEE). Sin embargo cuando Francia rechazó la solicitud del Reino Unido, se suspendieron las negociaciones de adhesión con Noruega, Dinamarca, Irlanda y el Reino Unido. Aunque esto ocurrió dos veces, el gobierno noruego completó sus negociaciones de los términos para el ingreso de Noruega en la Comunidad el 22 de enero de 1972. Tras una abrumadora mayoría parlamentaria en favor de la adhesión a la CEE en principios de 1972, el Gobierno decidió someter la cuestión a un referéndum popular, programado para el 24 y el 25 de septiembre. El resultado fue que el 53,5 % votó en contra del ingreso y 46,5 % a favor. El Gobierno de Noruega del Partido Laborista liderado por Trygve Bratteli dimitió por el resultado del referéndum, y un Gobierno de coalición liderado por Lars Korvald le sustituyó.
Pese a los resultados del referéndum, Noruega suscribió un Acuerdo Preferencial con la CEE. Dicho acuerdo comercial permaneció en vigor hasta que Noruega se unió al Espacio Económico Europeo en 1994. El 28 de noviembre del mismo año se celebró otro referéndum de adhesión a la ya UE. El margen de rechazo disminuyó, pero ofreció el mismo resultado: 52,2 % se opuso a la integración y el 47,8 % voto a favor.
Desde 2009, Noruega ha decidido participar en proyectos de la UE y su contribución financiera total relacionado con el acuerdo sobre el EEE consta de contribuciones relacionadas con la participación en estos proyectos (Acuerdo de Schengen, Europol, Centro de vigilancia de drogas de la UE, Frontex, la Agencia Europea de defensa y los grupos de la Unión) y parte distribuido para proyectos de desarrollo para reducir las disparidades sociales y económicas en la Unión Europea (EEE y Noruega). Los Estados de la AELC-EEE financian su participación en los programas y agencias con un importe proporcional al tamaño de su producto interior bruto (PIB) en comparación con el PIB del EEE completo. La participación de EEE AELC es, por tanto, en pie de igualdad con los Estados miembros de la UE. El compromiso de EEE AELC total asciende a 2,4 % del presupuesto de programa global de la UE. En 2008 la contribución de Noruega fue de 188 millones de euros. Durante el período de programación 2007-2013, la contribución Noruega se incrementó en paralelo con el desarrollo del presupuesto del programa de la Unión Europea, frente a los 130 millones de euros en 2007 a 290 millones de euros en 2013. Para los EEE y subvenciones de Noruega de 2004 a 2009, Noruega proporcionó casi 1,3 millones de euros.

#### Suiza
Suiza es un miembro de la Asociación Europea de Libre Comercio (AELC). Tomó parte en la negociación del acuerdo del Espacio Económico Europeo con la Unión Europea. Se firmó el acuerdo el 2 de mayo de 1992 y presentó una solicitud de adhesión a la UE el 20 de mayo de 1992. Sin embargo, un referéndum suizo celebrado el 6 de diciembre de 1992 rechazó la pertenencia al EEE. Como consecuencia, el Gobierno suizo decidió suspender las negociaciones para su adhesión a la UE hasta nuevo aviso.
En 1994, Suiza y la UE iniciaron negociaciones acerca de una relación especial fuera del EEE o marco de convertirse en miembro de pleno derecho. Suiza quería proteger la integración económica con la Unión Europea que habría permitido el Tratado de EEE, mientras purga la relación de los puntos de contención que condujeron a la gente a rechazar el referéndum. Los políticos suizos destacaron la bilateral naturaleza de estas negociaciones, que se llevaron a cabo entre dos socios en igualdad de condiciones y no entre 16 o 28, como es el caso para las negociaciones del Tratado de la UE.

### Microestados europeos que usan el euro
Aparte de Malta, el cual ya es miembro de la Unión Europea, ningún otro microestado europeo (Andorra, Liechtenstein, San Marino, Ciudad del Vaticano y Mónaco) ha solicitado por ahora su ingreso en la UE. Estos estados europeos son integrables en la UE a la luz de los requisitos que se le imponen a cualquier estado europeo que solicite la adhesión —en base al artículo 49 del Tratado de Ámsterdam— y que no son otros que los definidos por los Consejos Europeos de Copenhague de junio de 1993 y de Madrid de diciembre de 1995. Ya que desde el punto de vista de los criterios de Copenhague sobre respeto a la democracia y a la economía de mercado, los microestados europeos pueden aceptar tales principios y su correspondiente plasmación reglamentaria sin graves problemas. Incluso, pueden aceptar los principios de la Unión Económica y Monetaria. En cuanto a la asunción de normativas comunitarias de libertades, normas comunes y políticas interiores y exteriores habría muchos bloqueos y dificultades (muy ciertamente en Andorra por su especificidad) y, en todo caso, la asunción de algunas partes del acervo comunitario exigiría plazos de carencia adecuados.
La relación concreta de cada uno de ellos con la UE difiere ligeramente y está también condicionada por su estatus constitucional y sus relaciones respectivas con uno u otro de los EEMM. Así, San Marino dispone de un Acuerdo general de cooperación con la UE, aparte de su relación con Italia; Mónaco se relaciona con la UE a través de Francia y estaba negociando un acuerdo específico para participar en una parte concreta del acervo comunitario (productos farmacéuticos) y Liechtenstein es miembro de pleno derecho del EEE. Del mismo modo, Andorra dispone de un Acuerdo general de cooperación con la UE, aparte de su relación con España y Francia.
Actualmente una de las principales relaciones de algunos de estos Estados con la Unión es el euro, ya que con la entrada en vigor del euro la UE redefinió las relaciones monetarias con los Estados vecinos que no tenían moneda nacional y usaban las monedas algunos de los Estados miembros de la eurozona, es decir, Mónaco, San Marino y el Vaticano. Debido a esto se realizaron una serie de convenios monetarios, los cuales han definido las condiciones en las que estos Estados pueden utilizar el euro y pueden acuñar cierta cantidad de moneda. Andorra disponía de una moneda propia aunque de facto se usaban los billetes y monedas franceses y españoles como moneda, por lo que lleva usando el euro desde su introducción. Tras 8 años de negociación, el 30 de junio de 2011, Andorra firmó un acuerdo monetario con la Unión Europea para emitir sus propias monedas de euro a partir del 1 de julio de 2013, aunque la emisión se retrasó hasta el 23 de diciembre de 2014.

### Miembros de la Asociación Oriental

#### Armenia
Armenia se encuentra geográficamente entre Europa del Este y Asia Occidental. Sin embargo, como en el caso de Chipre, varios analistas han considerado este país como culturalmente asociado con Europa debido a sus conexiones con la sociedad europea, a través de una diáspora, su lengua indoeuropea y un criterio religioso de ser cristiano.

#### Azerbaiyán
En la actualidad, Azerbaiyán y la Unión Europea están trabajando juntos en busca de sus intereses comunes. Se estableció  un plan de ayuda de tres años para Azerbaiyán, denominado Programa Indicativo Nacional para el cual la  Unión Europea, con un presupuesto de 92 millones de euros para los años 2007-2010. Los objetivos principales de este programa se centraron en desarrollar agencias gubernamentales que ejecuten su trabajo de manera más eficiente y, de esta manera, ayudar a Azerbaiyán a mejorar su infraestructura interna para promover la inversión extranjera y el crecimiento económico. La Unión Europea también creó una oficina del Instrumento Europeo para la Democracia y los Derechos Humanos en Bakú para asesorar al nuevo gobierno democrático de Azerbaiyán y asegurar que los derechos humanos sean respetados.
La Unión Europea y Azerbaiyán son fuertes socios en política energética y están trabajando juntos en varios proyectos. El principal proyecto es la construcción de un oleoducto que conectó la producción en el mar Caspio con Europa, de forma que provea una ruta viable para que el petróleo y el gas natural llegue a los consumidores. La Unión Europea también está apoyando el programa patrocinado por el Estado azerí para incrementar el uso de fuentes de energías alternativas y renovables.

### Otros Estados con territorio europeo

#### Rusia
Entre los más entusiastas partidarios de la membresía rusa en la UE es el expresidente del Consejo de Ministros de Italia Silvio Berlusconi quien en 2008 dijo que consideraba que Rusia era un «país occidental» y que su plan era «que la Federación de Rusia pueda convertirse en miembro de la Unión Europea en los próximos años». En el mismo sentido se manifestó el excanciller alemán Gerhard Schröder quien dijo en 2002 que aunque Rusia debía «encontrar su lugar tanto en la OTAN, y, a más largo plazo, en la Unión Europea, y si se crean las condiciones para que esto suceda».
Por su parte, el líder ruso, Vladímir Putin, manifestó en 2005 que Rusia en la UE no estaría en los intereses de Rusia o la UE, aunque abogó por una estrecha integración en varias dimensiones, incluido el establecimiento de cuatro espacios comunes entre Rusia y la UE, incluyendo economía y espacios científicos como fue declarado en el acuerdo en 2003.

### Países extraeuropeos

#### Canadá
Desde 2005, varios editorialistas europeos estimaron que Canadá debería unirse a la Unión Europea (UE) argumentando que los valores culturales de los canadienses y los europeos tienen mucho en común, y que la membresía canadiense fortalecerá política y económicamente a ambas partes. Sin embargo, los funcionarios canadienses y de la UE no habían hecho comentarios al respecto. Aunque, recientemente, las constantes disputas comerciales con China y entre los países norteamericanos, más el impacto socioeconómico de la pandemia de COVID-19, han abierto un debate sobre la posibilidad de la mebresía de Canadá a la UE.
Si bien América del Norte y Europa están separadas entre los 3.000 km de distancia por el Atlántico norte, los partidarios de la hipotética membresía señalan que la UE ya tiene un miembro fuera de Europa, Chipre, que está geográficamente en Asia Occidental. Además, Canadá es el país soberano americano más próximo al continente europeo (concretamente a Europa Septentrional —este dato puede ser más relevante si Groenlandia se une de nuevo a la Unión Europea—) y ambas partes disfrutan de una asociación estratégica estrecha y amistosa. Así por ejemplo, la Delegación de la UE en Canadá, en cooperación con las misiones de los países de la UE, promueve la cultura europea durante todo el año a través de una serie de actividades de diplomacia pública bien establecidas. Estos eventos han sido eficaces para aumentar el conocimiento y la comprensión de la UE y sus relaciones con Canadá. En 2019, se propuso la unión de Canadá a la iniciativa de investigación científica Horizonte Europa de la UE. Además, Canadá es miembro del Consejo de la Agencia Espacial Europea.
Por otra parte, la UE es el segundo socio comercial de Canadá, según una información publicada en 2021 por el gobierno de ese país. En este sentido, cabe señalar que el Acuerdo Integral de Economía y Comercio (CETA) es posiblemente el tratado de libre comercio de mayor alcance entre la UE y un país extranjero. Debido a la naturaleza del CETA, se ha insinuado que no estaría tan lejos una membresía a la UE y que esto ayudaría a disminuir la dependencia canadiense de Estados Unidos con respecto al comercio y la seguridad. 

#### Israel
El gobierno de este estado de Oriente Próximo ha apuntado en varias ocasiones que no descarta la posibilidad de solicitar su ingreso a la UE y a la OTAN. Al igual que en el caso de Marruecos, su situación geográfica podría contribuir al rechazo de su candidatura, que no se ha planteado por el momento. Pero en esa posible solicitud de adhesión, su relación histórica a Europa pudiera ser agente negociador importante, ya que algunos mandatarios europeos, como el ex primer ministro italiano Berlusconi, han declarado en alguna ocasión que el futuro de Israel pasa por su adhesión a la Unión.
Actualmente, el acuerdo de asociación UE-Israel conforma el marco legal básico que rige las relaciones entre Israel y la Unión Europea, conformado por los acuerdos euro-mediterráneos entre la Unión y sus afiliados en el flanco sur del Mar Mediterráneo.

#### Marruecos
Las relaciones de la UE-Marruecos, que se remontan a 1963, han recibido un aumento significativo en la última década con la entrada en vigor del Acuerdo de asociación de marzo de 2000 y la adopción del plan de acción, en julio de 2005, como parte de la Política europea de vecindad. Con el avanzado estado concedido a Marruecos el 13 de octubre de 2008, la Asociación entró en una fase nueva y más ambiciosa.

## Membresía de un posible territorio secesionista de un Estado miembro
En principio la independencia no es algo contemplado en los tratados constitutivos de la Unión Europea y representantes de la Comisión Europea han afirmado que cuando una parte de un Estado miembro se independiza pero desea permanecer en la UE, esta tendría que volver a solicitar su ingreso para unirse como si se tratara de un nuevo país incorporándose desde el principio (por lo que el Estado del que proviene podría votar en contra de su adhesión). Sin embargo, otros analistas legales opinan que los Estados resultantes de la secesión o disolución de un Estado miembro podrían continuar siendo Estados miembros de la Unión Europea.
No hay precedentes de que una región que se separe de un Estado miembro existente se convierta en un Estado miembro separado de la UE, aunque algunas áreas han dejado la UE/CEE por autonomía o plena independencia sin desear volver a unirse.
Argelia es la única región o territorio de un Estado miembro existente que ha dejado la UE/CEE al convertirse en un estado independiente. Antes de 1962, era un departamento de ultramar de Francia, una región ultraperiférica en terminología CEE, y no ha intentado volver a unirse a la CEE/UE después de la independencia.
Groenlandia votó a favor de abandonar la CEE (predecesora de la UE) después de obtener una mayor autonomía de Dinamarca en 1982. Sin embargo, la similitud entre este y otros escenarios propuestos es controvertida.
San Bartolomé abandonó la UE en 2012. Este cambio de estatus (de "región ultraperiférica" a "país y territorio de ultramar") fue posible gracias a una disposición del Tratado de Lisboa que permite al Consejo Europeo cambiar el estatus de la UE de un territorio danés, neerlandés o francés por iniciativa del Estado miembro de que se trate.

## Posibles escenarios futuros
Escocia
Tras el Brexit y el abandono de la Unión por parte de Reino Unido, se ha hablado y contemplado la posibilidad de comenzar un nuevo proceso de referéndum para la independencia de este territorio y su posterior adhesión a la UE, ya que es deseo de la mayoría de la población escocesa el pertenecer a la Unión Europea, debido a que fue el territorio con más puntuación a favor de la permanencia en el Referéndum sobre la pertenencia del Reino Unido a la Unión Europea de 2016 junto a Gibraltar.
Irlanda del Norte
Otro de los escenarios más cercanos se presenta con la unificación de Irlanda. Aunque de momento es una opción que parece muy lejana, existen movimientos tanto sociales como políticos que promueven esta idea y es posible que la pertenencia a la UE sea a la larga más atractiva que a la del Reino Unido.